# فسفید بور
فسفید بور (به انگلیسی: Boron phosphide) با فرمول شیمیایی BP یک ترکیب شیمیایی با شناسه پاب‌کم ۸۸۴۰۹ است. که جرم مولی آن 41.7855 g/mol می‌باشد. شکل ظاهری این ترکیب، پودر خرمایی است.